# Gerry Beckley
Gerry Beckley, né le 12 septembre 1952 à Fort Worth, au Texas, est un chanteur, claviériste, guitariste américain, membre fondateur du groupe de folk/rock America. Né d'un père américain et d'une mère britannique, il a commencé à jouer du piano à l'âge de trois ans et de la guitare quelques années plus tard. En 1962, Beckley jouait de la guitare avec le groupe The Vanguards, un groupe de musique instrumentale de surf en Virginie. Il passe chaque été en Angleterre et découvre rapidement la musique issue de la British Invasion.

## America
En 1967, le père de Beckley est devenu commandant de la base de l'US Air Force à West Ruislip, près de Londres. Gerry a fréquenté le London Central High School à Bushy Park, dans le sud-ouest de Londres, où il a joué dans divers groupes scolaires et a rencontré ses futurs camarades de groupe, Dewey Bunnell et Dan Peek. À l'origine, le groupe jouait le vendredi soir au club américain pour adolescents local, faisant principalement des reprises acoustiques de chansons de Crosby, Stills et Nash. Le batteur d'origine était un camarade de classe, Dave Atwood.
Le groupe a signé un contrat d'enregistrement avec la division britannique de Warner Bros. et a trouvé le succès en 1972 avec la réédition de leur premier album éponyme, sur laquelle se trouvait la chanson A Horse With no Name, absente de la première version sortie en 1971. ".
Beckley a écrit et chanté le top 10 américain de 1972 "I Need You" et son hit numéro un en 1975 "Sister Golden Hair", ainsi que son top 20 "Daisy Jane". Il a également chanté leur tube "You Can Do Magic" dans le top 10 des années 80.
Beckley continue d'écrire et d'enregistrer de la musique en tant qu'artiste solo et avec d'autres musiciens. Avec Bunnell, Beckley continue de tourner dans le monde entier avec "America".

## Projets solo
Beckley a travaillé avec une grande variété de musiciens sur de nombreux projets. Au milieu des années 1970, il a collaboré avec David Cassidy sur ses albums solo acclamés par la critique, Il a coproduit, chantant parfois en duo et écrit avec David. L'un des plus notables est l'enregistrement de 2001 Like a Brother, interprété avec Carl Wilson des Beach Boys et Robert Lamm de Chicago.
En mai 2006, Beckley a sorti un autre album solo, Horizontal Fall.
En mars 2007, Beckley est apparu en tant qu'invité dans l'émission télévisée de quiz musical australien Spicks and Specks.
Le 14 avril 2007, Beckley est apparu comme invité spécial à un spectacle de Ben Kweller au Corner Hotel à Melbourne, Australie. Beckley, Kweller et le groupe ont joué ensemble "Sister Golden Hair".
Beckley a commencé son album solo Carousel le 7 septembre 2016, avec une performance live au Whisky A-Go-Go à Hollywood, en Californie.
Beckley est également membre de Les Deux Love Orchestra.

## Discographie

### America
- Voir la discographie du groupe : https://www.discogs.com/fr/artist/249829-America-2

### Collaborations
- Mike Hugg Somewhere (1972)
- Dan Fogelberg Souvenirs (1974)
- David Cassidy The Higher They Climb - The Harder They Fall (1975) Avec Dewey Bunnell, Carl Wilson, Richie Furay, etc.
- David Cassidy Gettin' It in The Street (1976)
- Ricci Martin Beached (1977)
- Rick Danko Rick Danko (1977)
- Dennis Wilson Pacific Ocean Blue (1977)
- Dave Mason Mariposa De Oro (1978)
- Jimmy Webb Angel Heart (1982)
- Artistes Variés Cry Baby – Original Soundtrack (1990)
- Modern Folk Quartet Highway 70 (1995)
- Artistes variés For The Love Of Harry – Everybody Sings Nilsson (1995)
- Robert Lamm In My Head (1999)
- Jeff Larson Room For The Summer (2000)
- Jeffrey Foskett Twelve And Twelve (2000)
- Les Deux Love Orchestra Music From Les Deux Cafés (2001)
- Jeff Larson Fragile Sunrise (2002)
- Low Trust (2002)
- Robert Lamm Subtlety And Passion (2003)
- Jeff Larson Sepia (2004)
- Low Great Destroyer (2005)
- Les Deux Love Orchestra King Kong (2005)
- Brian Wilson a.o. One World Project (2005)
- Bill Mumy With Big Ideas (2006)
- Al Jardine A Postcard From California (2009)
- Jeff Larson Heart Of The Valley (2009)
- Nick Vernier Band Sessions (2010)

### Solo
- Van Go Gan (1995)
- Go Man Go (2000)
- Like A Brother (2000)
- Horizontal Fall (2006)
- Happy Hour (2009)
- Unfortunate Casino (2011)
- Carousel (2016)
- Five Mile Road (2019)
- Aurora (2022)